# Culture du Texas
La culture texane reflète la diversité de la population et l’histoire de l’État. Elle est le fruit du mélange de multiples traditions : 
- Amérindiennes : les traces de la culture amérindienne se lisent dans les noms des villes (Waco, Nacogdoches), la cuisine, l'histoire
- Hispaniques et mexicaines : le passé colonial se manifeste dans le nom (San Antonio, El Paso, etc.) la structure de certaines villes (plaza, presidio, mision, pueblo), dans la langue, la religion (catholicisme), la cuisine ; la culture liée au ranching est également un legs hispanique (rodeo, lasso, costume, animaux élevés, etc.).
- Anglo-saxon : dans la langue, les institutions
- Afro-américain : le Texas fait partie du Dixie (sud des États-Unis). On retrouve des traits communs au Sud des États-Unis dans la population, la gastronomie et la musique.

## Architecture

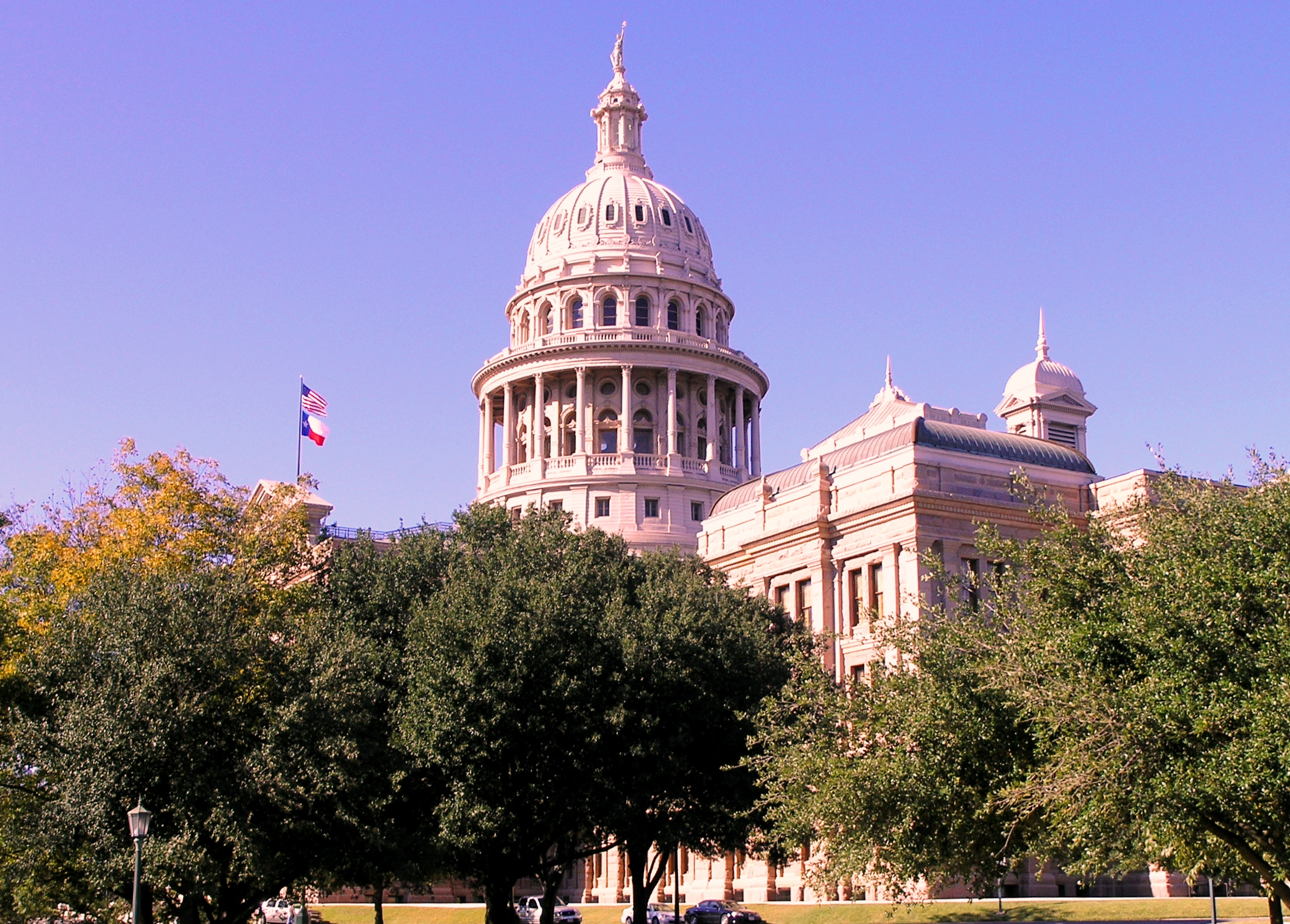
Le capitole d'Austin

L'architecture au Texas reflète l'héritage hispanique de l'État ; mais elle est également influencée par la culture du Sud des États-Unis. La croissance économique du Texas dans la deuxième moitié du XXe siècle a permis le développement d'une architecture moderne variée et de qualité.
À l'époque coloniale, les Espagnols ont construit un réseau d'une vingtaine de missions catholiques (misión en espagnol), dont l'architecture témoigne de leurs fonctions économiques et religieuses. Le bâtiment le plus célèbre de cette époque est sans doute la mission San Antonio de Valero, qui fut le théâtre du siège de Fort Alamo. L'emprise coloniale se manifesta également par l'édification de forts (presidio en espagnol) destinés à défendre la région. Dans l'Est de l'État, l'architecture de plantation possède des éléments intéressants. Avec le rattachement du Texas aux États-Unis, chaque chef-lieu de comté se dota d'une cour de justice, construites dans des styles variés : néoclassique avec un dôme, néoroman pour celle du comté de Bexar, etc. Plusieurs de ces courts ont été classées comme monument historique. Le capitole de l'État du Texas à Austin abrite les assemblées législatives et le bureau du gouverneur. Il a été construit entre 1882 et 1888 selon les plans d'Elijah E. Myers, et sous la direction de Lindsay Walker. Il fut reconnu comme National Historic Landmark en 1986. Il s'agit du plus grand capitole du pays, derrière celui de Washington.
Au XXe siècle, de nombreux architectes renommés ont travaillé pour le Texas : à Fort Worth, Frank Lloyd Wright construisit quatre bâtiments, Tadao Ando conçut le musée d'art moderne de Fort Worth et Louis Kahn le musée d'art Kimbell. I.M. Pei, Philip Johnson, Steven Holl, Robert A. M. Stern, Richard Meier et César Pelli ont également laissé leur empreinte au Texas. Parmi les lieux les plus connus du Texas, on peut citer les Fort Worth Water Gardens (en), le musée Amon Carter, la Chapel of St. Basil, le Morton H. Meyerson Symphony Center, et le Thanks-Giving Square. À Austin, Gordon Bunshaft dessina les plans du Lyndon Baines Johnson Library and Museum. À Houston, le musée des beaux-arts de Houston fut dessiné par Rafael Moneo, Isamu Noguchi et Mies van der Rohe.
Les métropoles texanes possèdent de nombreux gratte-ciel qui forment les skylines. Houston possède 29 gratte-ciel de plus de 152 mètres terminés ou en cours de construction, et Dallas 19. Les trois immeubles les plus hauts sont la JPMorgan Chase Tower (305 m) construit en 1982 est le 12e plus haut des États-Unis, la Wells Fargo Plaza (302 m) construite en 1983 à Houston et la Bank of America (281 m) à Dallas en 1985. Ces gratte-ciel témoignent de la puissance économique du Texas. La Reunion (171 m) est la tour la plus reconnaissable du centre de Dallas par son sommet en forme de sphère.

## Littérature
Les premiers éléments de littérature au Texas furent écrits en espagnol : il s’agit de récits d’exploration de conquistadores (Álvar Núñez Cabeza de Vaca, Relación, 1542 ; Pedro de Castañeda, Relación de la jornada de Cíbola) ou de religieux (Alonso de Benavides, Memorials, 1630-34). La colonisation anglo-américaine inspira la littérature texane de la première moitié du XIXe siècle : Texas de Mary Austin Holley (1833) est le premier ouvrage en langue anglaise qui ne traite que du Texas. D’autres récits évoquent les épisodes de la révolution texane comme Davy Crockett : des années 1830 à la guerre de Sécession, les almanachs mettent en scène ce personnage dans des contes humoristiques et grotesques. Davy Crockett symbolise le pionnier tout puissant qui vient à bout des animaux sauvages et des Amérindiens. À la fin du XIXe siècle, il est le héros d'une pièce de théâtre jouée au moins 2000 fois aux États-Unis et au Royaume-Uni. Les auteurs mexicains ont également beaucoup écrit sur la révolution texane comme Juan N. Almonte (Noticia Estadistica Sobre Tejas, 1835) ou encore José Enrique de la Peña. Par la suite, le siège de Fort Alamo donna lieu à de nombreux romans : Augusta Evans Wilson, Inez: A Tale of the Alamo (1855), Amelia E. Barr, Remember Alamo (1888), William Stoddard, The Lost Gold of the Montezumas: A Story of the Alamo (1900), etc.
John Crittenden Duval, que J. Frank Dobie a surnommé le Père de la littérature texane raconta comment il réussit à réchapper du massacre de Goliad dans son Early Times in Texas. Les récits d’aventures ou de voyage marquent encore la littérature de l’après indépendance avec les ouvrages de George W. Kendall (Narrative of the Texan Santa Fe Expedition, 1844) ou encore de Frederick Law Olmsted (A Journey Through Texas, 1857) qui évoque la condition des esclaves dans l’Est du Texas.
Après la guerre de Sécession, le poète Sidney Lanier s’installa au Texas et composa un recueil intitulé Retrospects and Prospects (1899). Les poèmes du XIXe siècle honorent la mémoire des héros du Texas, mais aussi les paysages et la nature de l’État. La figure du cow-boy prit une part importante dans la littérature américaine au XIXe siècle comme en témoignent les œuvres d’Alex E. Sweet, J. Armoy Knox, Charlie Siringo, de O. Henry ou les vers de William Lawrence Chittenden. Plusieurs romans exploitent le thème des relations entre Blancs et Amérindiens comme Francis Berrian or the Mexican Patriot (1826) de Timothy Flint. Plusieurs écrivains européens s’intéressèrent aussi au Texas tels que l’Anglais Frederick Marryat (The Travels and Adventures of Monsieur Violet, 1843), l’Autrichien Carl Anton Postl (The Cabin Book, 1844) ou le Français Gustave Aimard (The Freebooters, a Story of the Texas War, vers 1860).
Le début du XXe siècle est marqué par un intérêt croissant pour le folklore texan. The Log of a Cowboy (1903) fut écrit par Andy Adams en réponse à l'immense succès du roman d'Owen Wister, The Virginian. Il s'agit d'un récit imaginaire relatant un voyage de 5 mois à conduire 3 000 vaches de Brownsville eu Texas au Montana en 1882. Mais il est solidement basé sur la propre expérience d’Adams sur la piste et il est considéré comme le meilleur récit de la vie des cow-boys en littérature. La Texas Folklore Society est fondée en 1909. J. Frank Dobie et Dorothy Scarborough publient des récits de chercheurs d’or, de chasseurs, d’éleveurs, de cow-boys, de planteurs, etc. En 1941, John W. Thomason publie Lone Star Preacher qui évoque l’histoire d’un prêcheur dans l’est du Texas pendant la Guerre de Sécession.
La littérature texane après 1945 fut marquée par quatre auteurs majeurs : Katherine Anne Porter, Charles William Goyen, William Humphrey et William A. Owens. Katherine Anne Porter est considérée par beaucoup comme l’écrivain le plus important du Texas. Ses œuvres appartiennent à la tradition littéraire du Sud des États-Unis. Elle reçut le prix Pulitzer et le National Book Award en 1966 pour The Collected Stories. Elle fut nommée trois fois pour le prix Nobel de littérature. On peut également citer Elmer Kelton et Larry McMurtry qui ont marqué la littérature du Texas.

## Événements culturels

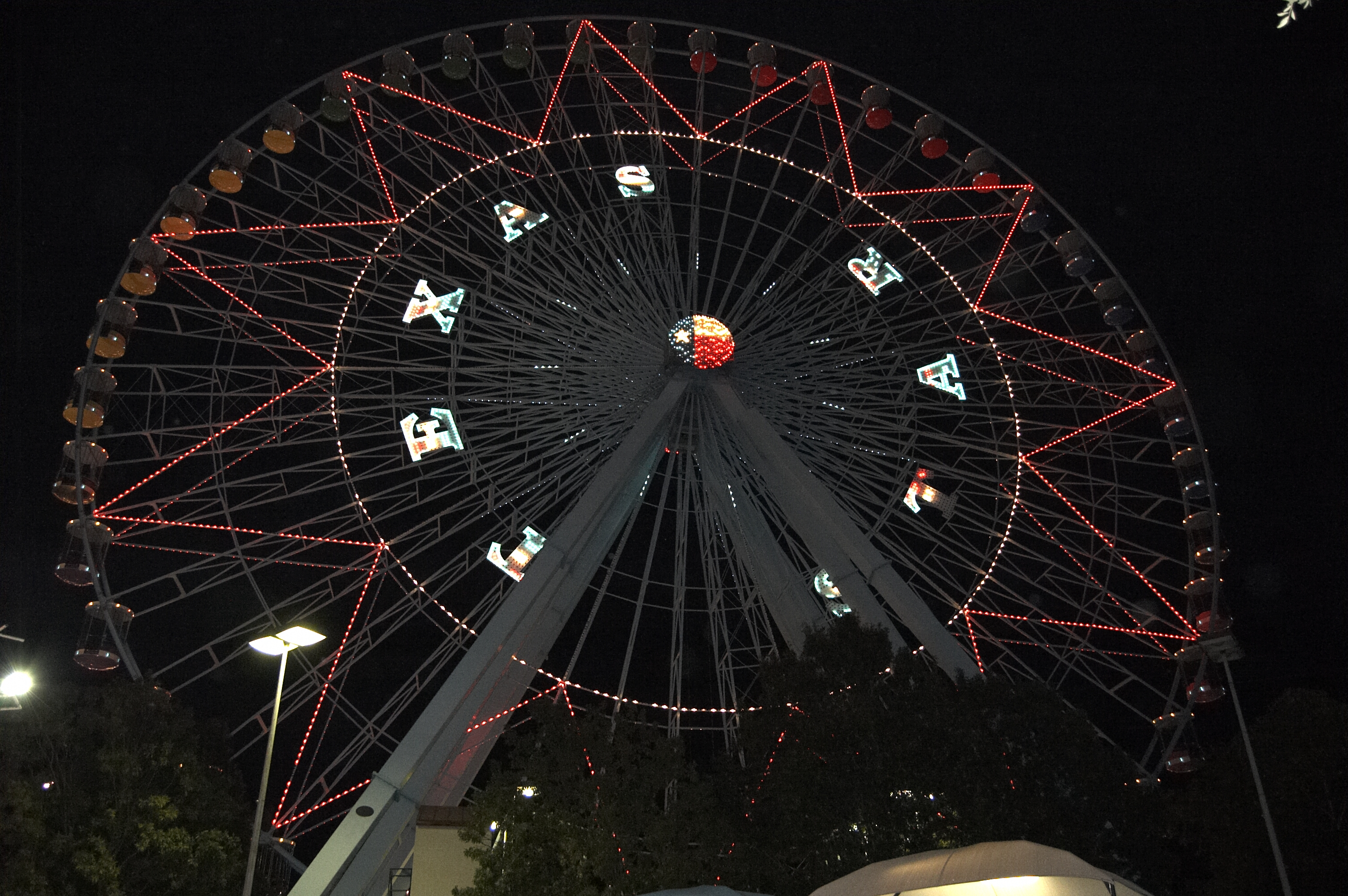
La Grande Roue du Texas State Fair, à Dallas

Le dynamisme de la culture texane se manifeste par de nombreux événements et festivals tout au long de l’année. En marge du festival de rodéo de Houston (février-mars) se tiennent des concerts réunissant des dizaines de milliers de spectateurs. La foire de Dallas (Texas State Fair) a attiré trois millions de visiteurs en 2002. Elle se tient chaque année de fin septembre à mi-octobre dans le Fair Park depuis 1886 et donne lieu à de multiples manifestations (matchs, exposition de voitures, etc.).

## Médias
Les principaux journaux sont édités dans les métropoles du Texas. Le Houston Chronicle est le plus important avec une diffusion de 500 à 600 000 exemplaires : ce  quotidien généraliste fondé en 1901 fut racheté par la Hearst Corporation. L’hebdomadaire Houston Press est indépendant et lu par environ 300 000 personnes. Créé en 1885, The Dallas Morning News est le seul quotidien généraliste de Dallas. Il est concurrencé par le Fort Worth Star-Telegram sur l’aire métropolitaine de Dallas-Fort Worth. Les autres grandes villes ont chacune leur quotidien : San Antonio Express-News, Austin American-Statesman, El Paso Times, etc. Il existe par ailleurs une presse dynamique dans les petites villes, sur les campus universitaire et une presse en langue espagnole (El Diario de El Paso, par exemple).

## Musique
De nombreux musiciens et chanteurs sont nés au Texas et se sont illustrés dans des genres variés : Scott Joplin (1867-1917) pour le ragtime, Selena (1971–1995), pour la musique Tex-Mex, T-Bone Walker (1910-1975) et Stevie Ray Vaughan (1954-1990) pour le blues, Janis Joplin (1943-1970), Roy Orbison (1936-1988), Meat Loaf (1947-) et Buddy Holly (1936-1959) pour le rock, Teddy Wilson (1912-1986) pour le jazz, Vanilla Ice (1967-) pour le rap. Parmi les groupes originaires du Texas, on peut citer Pantera (heavy metal), ZZ Top (blues rock, hard rock), Destiny's Child (RnB) ou encore Blue October (rock alternatif).

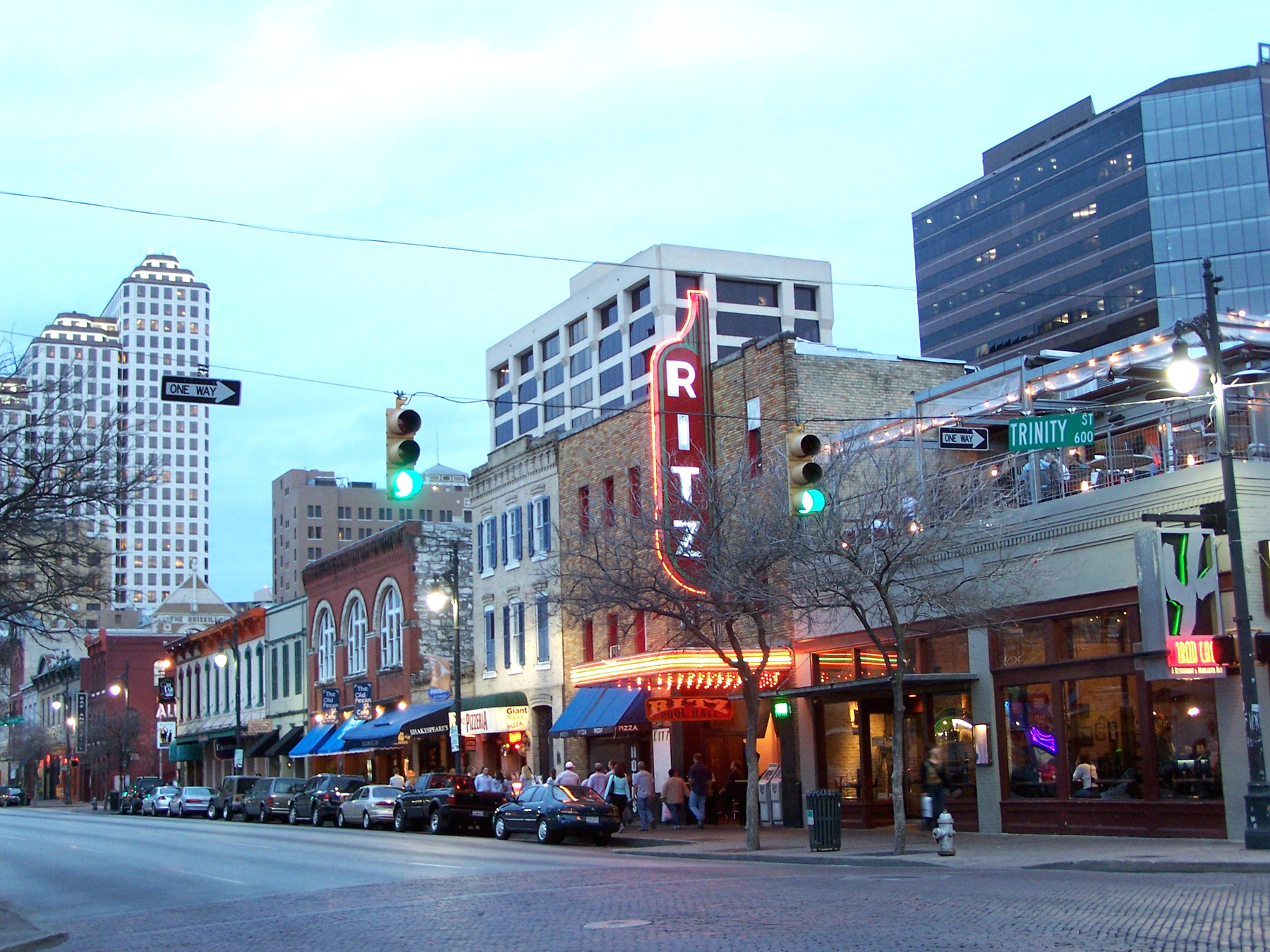
La 6e Rue d’Austin

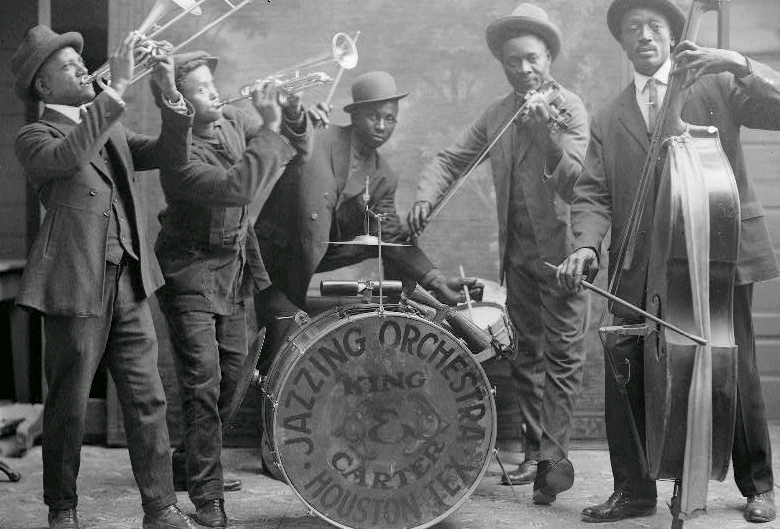
King & Carter Jazzing Orchestra (Houston, 1921)

Le mouvement musical le plus fécond est la country. Celle-ci utilise divers instruments de musique (violon, banjo, dobro, pedal-steel) et puise ses origines dans des musiques folkloriques celtes des immigrés anglo-saxons. Musique associée aux cow-boys dans les films de western, elle a également subi l'influence des églises baptistes présentes au Texas. La country, avec le blues et le rhythm and blues noirs, a fortement contribué au développement du rock. Le Lubbock Sound est un genre de country popularisé par Buddy Holly (1936-1959). Dans les années 1970, la scène d'Austin fut le berceau du mouvement outlaw (littéralement hors-la-loi) qui fut créé en réaction au Nashville sound : Waylon Jennings, Willie Nelson, Billy Joe Shaver en sont les principaux représentants. Le Honky tonk, autre idiome country, se développe dans les bars de l'État. Au départ, un honky tonk est un type de bar avec divertissement musical, commun dans le sud et l'ouest des États-Unis. Par analogie, le terme a été appliqué aux styles de musique joués dans ce type de bar. La country pop connaît un relatif succès avec des chanteuses comme LeAnn Rimes qui fut découverte au cours du Johnnie High's Country Music Revue d'Arlington.
D'autres courants musicaux se sont développés depuis le Texas : le Texas blues a été fondé au début du XXe siècle par des artistes comme Blind Lemon Jefferson (1893-1929) ou Big Mama Thornton (1926-1984). Le genre se caractérise par des solos de guitare et connut une renaissance dans les années 1970-1980 avec The Fabulous Thunderbirds ou Johnny Winter. Austin possède le plus grand nombre de salles de concert par habitant des États-Unis. Elle est surnommée « la capitale de la musique live du monde » (The Live Music Capital of the World). La ville compte plus de 200 salles de concerts, de bars musicaux et de nightclubs qui se concentrent sur la 6e Rue. Elle accueille chaque année un grand nombre de festivals : South by Southwest (film, musique et multimédia), Austin City Limits Music Festival (musique et art), Urban Music Festival et un festival de reggae.
La musique classique s'épanouit essentiellement dans les grandes métropoles. Les premiers orchestres symphoniques du Texas sont nés à San Antonio (1904), Dallas (1911) et Houston (1913). L'orchestre symphonique de Houston donne plus de 200 concerts chaque année à travers le monde entier. L'Orchestre symphonique de Dallas (Dallas Symphony Orchestra) est également réputé : il se produit dans le Morton H. Meyerson Symphony Center. Le Bass Performance Hall de Fort Worth s’inscrit dans la politique de revitalisation du centre-ville et accueille l'orchestre symphonique de Fort Worth (Fort Worth Symphony Orchestra), le Texas Ballet Theater, le Fort Worth Opera, le Van Cliburn International Piano Competition et les Cliburn Concerts.
Les festivals de musique ont lieu toute l'année dans différentes villes du Texas : Bayfest se déroule à Corpus Christi depuis 1976 ; Viva El Paso. À Dallas, le quartier de Deep Ellum est un haut-lieu des musiques alternatives ; il s'est développé dans l'entre-deux-guerres comme un centre de jazz et de blues, avant d'accueillir des groupes punks dans les années 1970-1980. Aujourd'hui, il est devenu un quartier de loisirs, de restaurants et de night clubs.
De nombreuses chansons américaines évoquent le Texas : The Yellow Rose of Texas est l'une des plus anciennes. Elle a été créée au XIXe siècle et était chantée par les troupes confédérées pendant la guerre de Sécession. The Eyes of Texas a été composée par John Sinclair en 1903 et est devenue l'hymne de l'université du Texas à Austin : le public l'entonne à chaque match universitaire. Texas, Our Texas a été écrite en 1924 par J. Marsh. Deep in The Heart of Texas a été interprétée par June Hershey en 1941. Dans les années 1980 Stevie Ray Vaughan sort l'album Texas Flood. D'autres chansons ont pour sujet des villes texanes : El Paso, Galveston, etc. Streets of Laredo est une ballade de cowboy interprétée par nombre de chanteurs de musique country. Is This Way to Amarillo, chantée en 1971 par Tony Christie parle d'un homme qui s'en va rejoindre sa fiancée à Amarillo.

## Arts du spectacle et cinéma

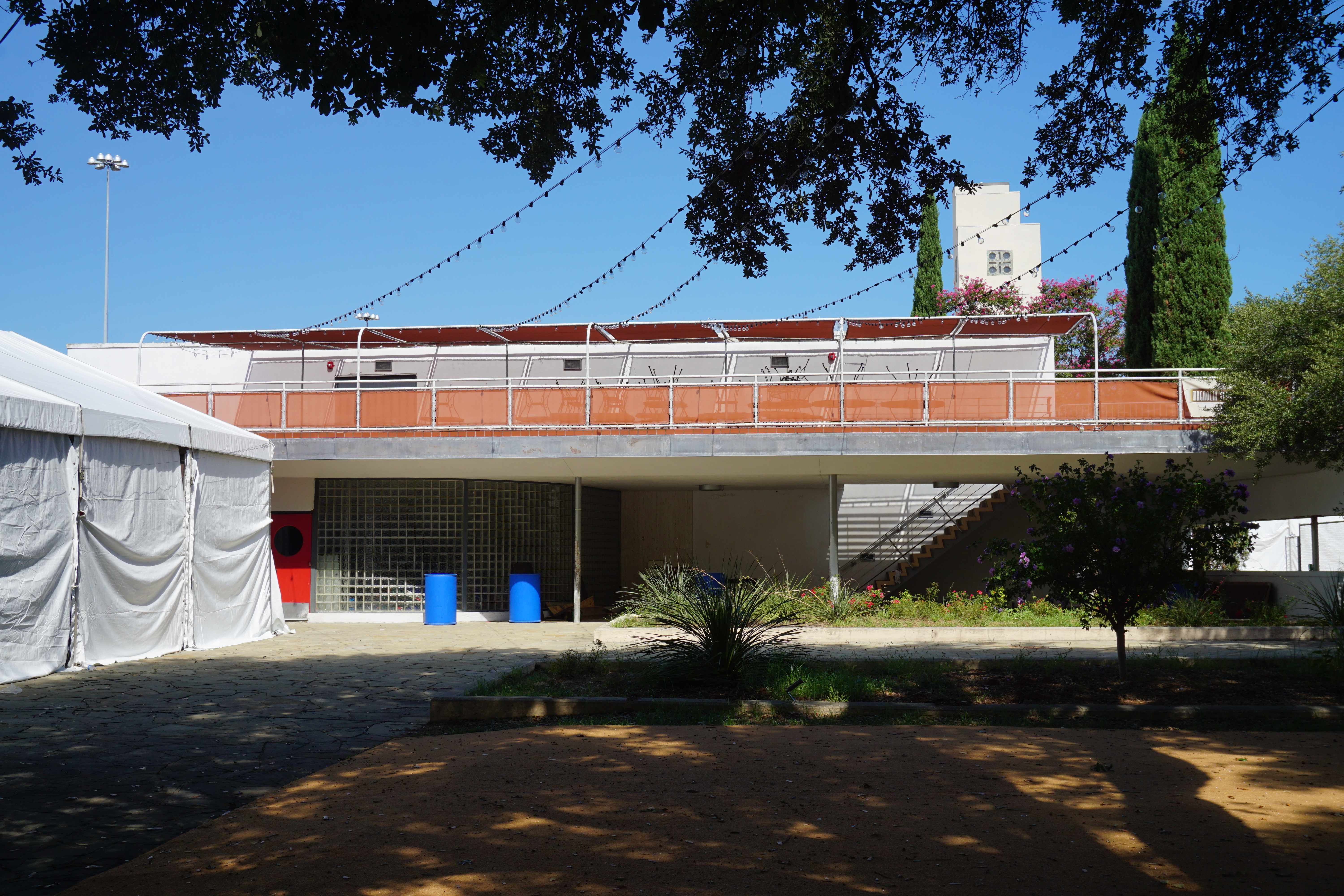
Extérieur du Magnolia Lounge du Fair Park, construit par William Lescaze en 1936, qui abrite le petit Margo Jones Theatre (ici en 2016).

Le Houston Theater District qui s’étend sur 17 blocs dans le centre de Houston, est le deuxième quartier des spectacles des États-Unis en nombre de places derrière Broadway à New York (12 948 sièges pour des spectacles d’opéra, de ballets, de musique et de théâtre). Plus de deux millions de spectateurs chaque année. La ville compte des institutions culturelles de premier plan comme le Houston Grand Opera, le Houston Ballet et Alley Theatre. Le Ballet d'Austin est la quatrième troupe des États-Unis. À Dallas, les deux principaux théâtres sont le Margo Jones Theatre et le Dallas Theater Center. À Fort Worth le William Edrington Scott Theatre propose des pièces variées. À Odessa, un bâtiment dont l'architecture s'inspire du Globe Theatre de Londres voit chaque été la représentation de pièces de Shakespeare et du théâtre élisabethain.
De nombreux films américains prennent pour cadre le Texas : le siège de Fort Alamo a inspiré de nombreux réalisateurs dont  John Wayne  (Alamo, 1960). L'Étoile du destin (Vincent Sherman, 1952 évoque le Texas au XIXe siècle. L'assassinat de John F. Kennedy à Dallas est le thème de Flashpoint (William Tannen, 1984), JFK (Oliver Stone, 1991) et Dans la ligne de mire (Wolfgang Petersen, 1998). Duel au soleil, La Rivière rouge, La Prisonnière du désert et Rio Bravo marque l'apogée du genre western dans les années 1940-1950. La Fièvre du pétrole (Jack Conway, 1940) et Géant (George Stevens, 1956) rappellent que le pétrole a fait la fortune du Texas. D'autres films traitent des questions sociales au Texas : la peine de mort (La Vie de David Gale d'Alan Parker, 2003) ou l'immigration hispanique (Trois Enterrements de Tommy Lee Jones en 2005). Sugarland Express (Steven Spielberg, 1974) et Un monde parfait (Clint Eastwood, 1993) se basent sur le thème de la cavale de prisonniers échappés à travers le Texas. Dans le registre de l'horreur, Massacre à la tronçonneuse, dont le titre en anglais est The Texas Chain Saw Massacre, a été réalisée par Tobe Hooper en 1974. D'autres films évoquent des régions ou des villes du Texas (No Country for Old Men de Joel Coen ; Paris, Texas de Wim Wenders ; Mémoires du Texas de Peter Masterson). Enfin, l'univers du sport au Texas sert de trame à Friday Night Lights (Peter Berg et Josh Pate, sorti en 2004 ou à Glory Road (James Gartner, 2006). 
Les principaux acteurs nés au Texas sont Cyd Charisse (1921-2008), Larry Hagman (1931), Steve Martin (1945), Tommy Lee Jones (1946), Patrick Swayze (1952), Dennis Quaid (1954), Matthew McConaughey (1969), Renée Zellweger (1969), Ethan Hawke (1970), Jensen Ackles (1978), Jared Padalecki (1982), Eva Longoria Parker (1975). Le Texas est aussi l'etat natal de quelques réalisateurs parmi eux Joe Johnston (1950), John Lee Hancock (1956), Richard Linklater (1960), Robert Rodriguez (1968), Wes Anderson (1969)

## Arts plastiques et peinture

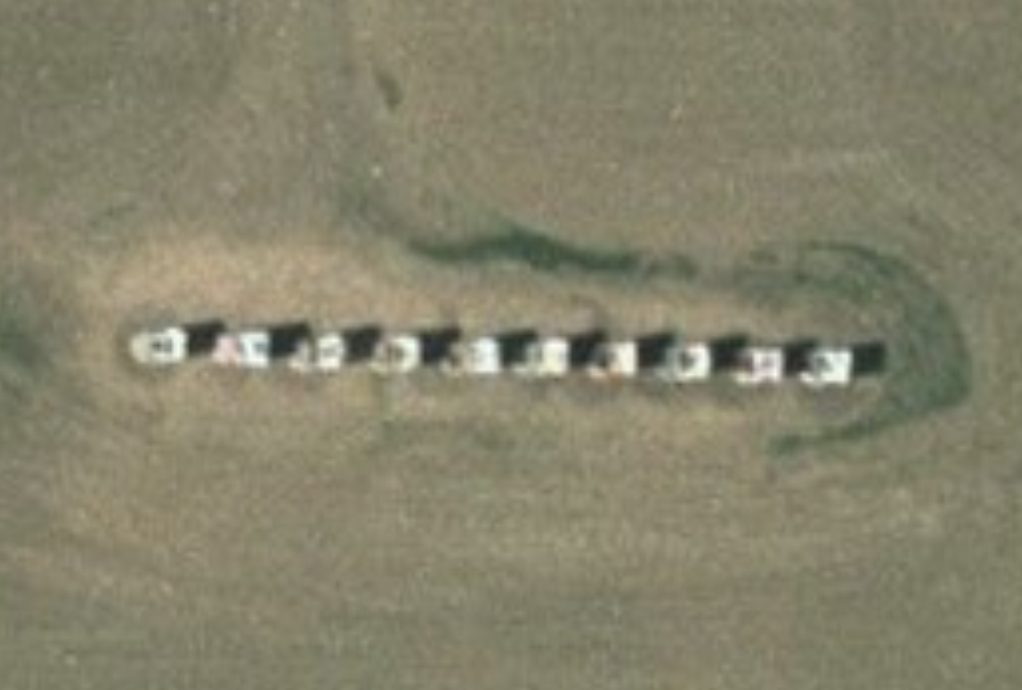
Vue satellite de Cadillac Ranch.

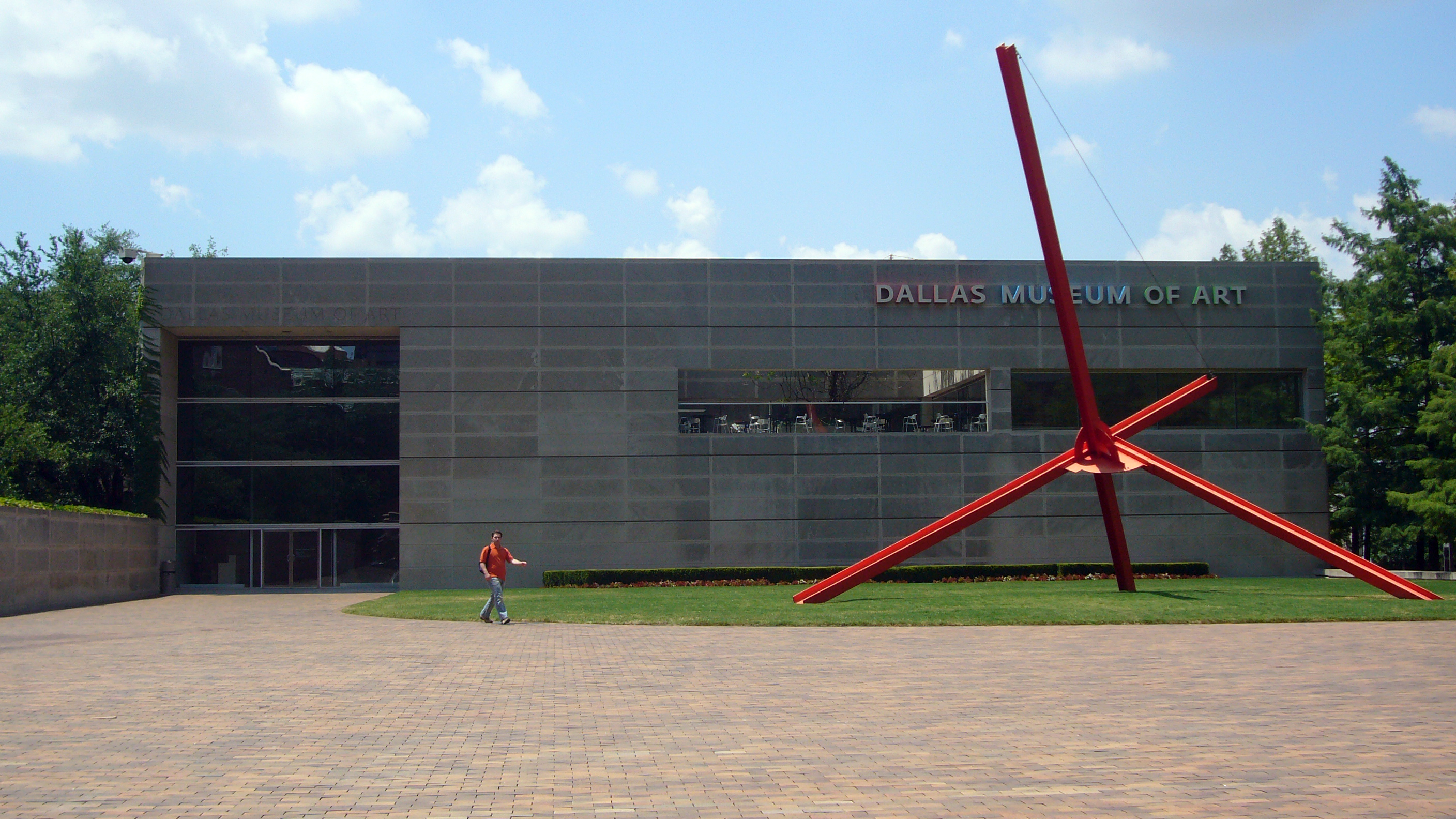
Dallas Museum of Art Sculpture Garden

Les premières formes d'art du Texas furent celles laissées par les Amérindiens. Il existe des milliers de pétroglyphes des dessins gravés ou peints sur des parois rocheuses datant de l'époque précolombienne : 2 000 de ces dessins sont recensés au Hueco Tanks State Historic Site près d'El Paso. Les Espagnols ont produit des œuvres d'art religieux pour décorer les missions texanes à partir du XVIIe siècle. L'art pictural s'est enrichi des dessins des aventuriers tels que George Catlin au XIXe siècle. Au XXe siècle, Harold Dow Bugbee (1900-1963) réalisa des peintures ayant pour sujet la vie des cowboys. Il exécuta également de nombreuses peintures murales conservées dans le Panhandle-Plains Historic Society. Charles Franklin Reaugh (1860-1945) s'intéressa à la nature et aux animaux du Texas ; il créa une école d'art à Dallas. L'art moderne fut représenté par Charles Umlauf et par Seymour Fogel (1911-1984) qui peignit des fresques abstraites sur plusieurs bâtiments publics de l'État dans les années 1950-1960. Robert Rauschenberg est l'artiste texan le plus connu du XXe siècle, alors que Cadillac Ranch (1974) est l'œuvre d'art la plus célèbre : cette sculpture monumentale exposée en plein air à Amarillo, sur la Route 66 a été conçue par Chip Lord, Hudson Marquez et Doug Michels. Elle consiste en un alignement de dix épaves d'automobiles de marque Cadillac, installées de manière à donner l'impression qu'elles sont plantées dans le sol. Les véhicules sont implantés suivant un alignement est-ouest, et sont supposées former avec le sol le même angle que les faces de la pyramide égyptienne de Khéops.
Quelques sculptures célèbres :
- Nombreuses statues des personnages qui ont marqué l'histoire du Texas, dans les espaces publics : 
  - David Adickes a réalisé des statues de Denton Cooley (Houston Texas Medical Center), de Sam Houston (1991, Huntsville) qui mesure 20 mètres. Il est également l'auteur de Virtuoso (1982) qui se trouve devant le Houston performing arts center.
- Statue géante (20 mètres) d'une girafe au zoo de Dallas réalisée en 1997 par Robert Cassilly.
- L'obélisque cassé (Broken Obelisk) est une sculpture de Barnett Newman réalisée en 1963 et installée devant la chapelle Rothko à Houston.
- Blueprints at Addison Circle est une sculpture monumentale bleue en acier située dans la ville d'Addison et dessinée par Michael Van Valkenburgh et l'artiste texan Mel Chin.
- Mustangs at Las Colinas représente des chevaux en bronze dans le square Williams à Irving réalisés par Robert Glen et installés en 1984.
- The Dreamers, sculptée par Larry Zink et Monica Taylor en 1995, figure des portraits d'Afro-Américains en relief sur les murs du centre culturel Samuel Walker Houston à Huntsville.
- Stonehenge II est une copie de Stonehenge, construite près de Hunt. Œuvre de Al Sheppard et Doug Hill, il est réduit de moitié horizontalement et du tiers verticalement par rapport à ce qu'aurait pu être l'original quand il était complet. Après avoir fini le cercle, les auteurs ont reproduit deux statues de l'île de Pâques sur le même terrain.
- Le Nasher Sculpture Center est un musée consacré à la sculpture contemporaine situé dans le quartier des arts de Downtown à Dallas depuis 2003. Le jardin abrite une installation de la série Sky Space de James Turrell. Il complète le Dallas Museum of Art Sculpture Garden.

## Musées, bibliothèques et patrimoine

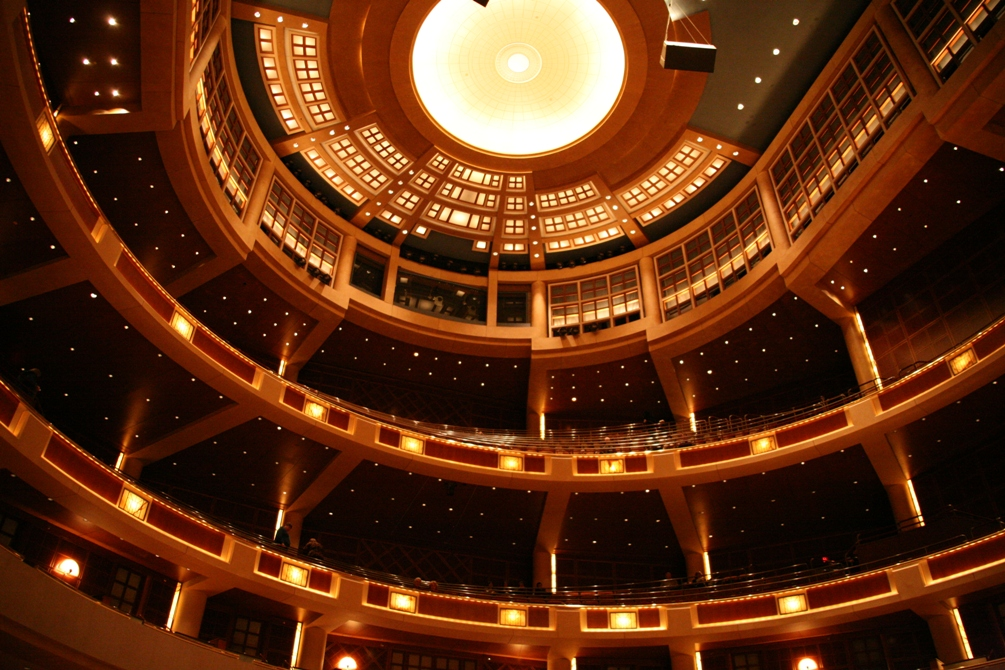
Morton H. Meyerson Symphony Center, Dallas

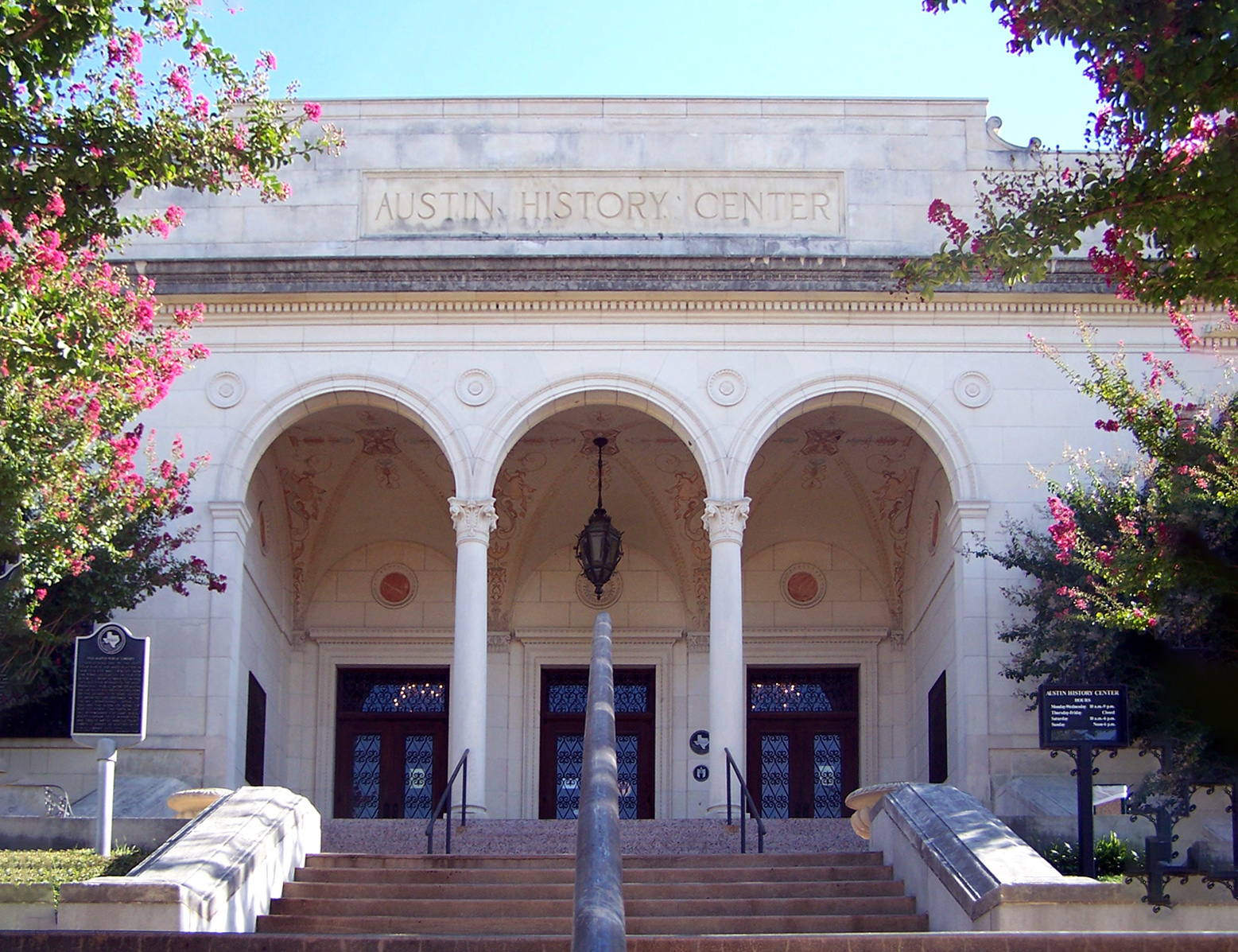
Austin History Center

Les grands musées de Houston se concentrent dans le Museum District. Ce quartier se trouve à côté des universités et du centre médical. Il a été fondé officiellement en 1997 et a accueilli 5,9 millions de visiteurs en 2001. Il regroupe entre autres le Children’s Museum of Houston, le musée d'art contemporain de Houston, le Houston Center for Photography, le zoo de Houston, la Menil Collection. On peut y visiter également le musée des beaux-arts de Houston, qui est le plus grand musée d’art du Sud des États-Unis et qui attire quelque 2,5 millions de visiteurs par an. Le Houston Museum of Natural Science attire quant à lui environ deux millions de visiteurs dont 600 000 élèves, et abrite un million d’objets ou de spécimens. Il offre des collections variées (minéraux, paléontologie, peuples précolombiens et égyptiens, astronautique, faune africaine et texane) ainsi qu'un cinéma IMAX et un planétarium.
Le musée d'art moderne de Fort Worth, fondé en 1892, est le plus ancien musée du Texas. La ville abrite également le musée d'art Kimbell, le musée Amon Carter, le National Cowgirl Museum and Hall of Fame, le Will Rogers Memorial Center. Dans le centre de Dallas, un Arts district comprend le Dallas Museum of Art, The Trammell & Margaret Crow Collection of Asian Art et le Nasher Sculpture Center. Les principaux musées de San Antonio sont le San Antonio Museum of Art qui présente des œuvres de l'Antiquité, des arts précolombiens, des arts premiers, de l'art contemporain, asiatique, européen (XVIIe – XXe siècles) et américain et le Witte Museum (en).
Fondé en 1921, le Panhandle-Plains historical museum qui se trouve sur le campus de la West Texas AT Unviersity à Canyon conserve trois millions d'objets sur la vie des pionniers dans le nord du Texas. Le Saint's Roost Museum de Clarendon évoque le passé ferroviaire dans le Nord du Texas.
Le Texas possède environ 11 500 sites et monuments historiques, plus de 700 musées d'histoire locale, 40 000 sites archéologiques (dont le monument national d'Alibates Flint Quarries, 46 National Historic Landmarks et 2 000 lieux inscrits sur le Registre national des lieux historiques,.
Les principales bibliothèques de l'État sont situées dans les métropoles : le réseau des bibliothèques de Houston possède plus de 5,9 millions de volumes. La bibliothèque Perry-Castañeda est la bibliothèque centrale de l'université du Texas à Austin depuis 1972 : elle abrite quelque huit millions de volumes, ce qui en fait la onzième des États-Unis et la cinquième bibliothèque universitaire du pays. Les campus universitaires abritent des bibliothèques spécialisées. Deux bibliothèques présidentielles, qui font également figure de musées, rassemblent des documents sur l'exécutif américain : le Lyndon Baines Johnson Library and Museum et la George Bush Presidential Library.

## Cuisine
La cuisine texane s’apparente à celle du Sud des États-Unis qui mélange diverses traditions : la soul food est une spécialité de la communauté afro-américaine à base de friture accompagnée de riz et de sauce piquante. La cuisine cadienne n’est pratiquée qu’à l’Est du Texas.

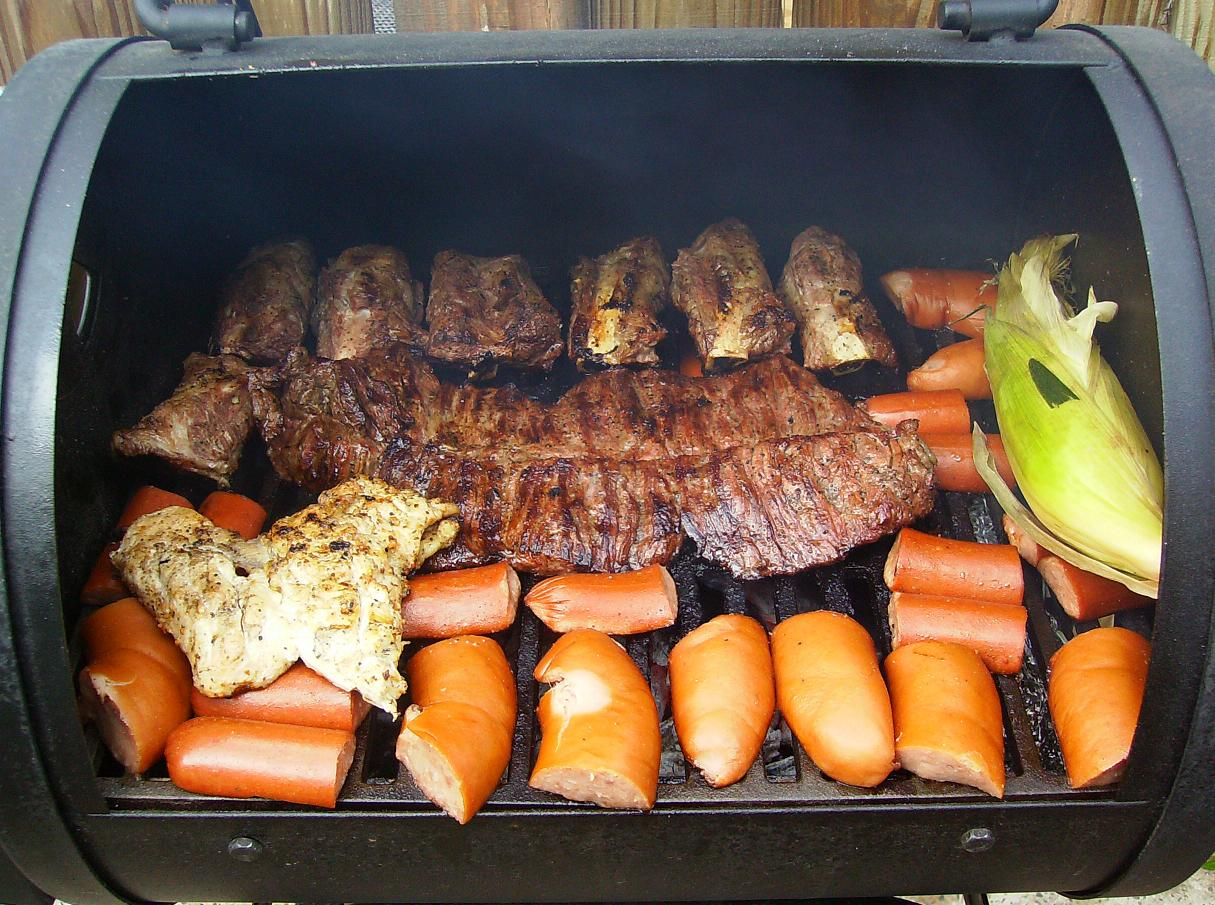
Barbecue

La place importante de l’élevage se retrouve dans la tradition du barbecue qui reste fortement attachée à la culture du Texas. Il existe plusieurs types régionaux de barbecue dans l’État, cuits sur différents bois : celui de l’Est privilégie la viande de porc, accompagnée de sauce tomate. Le barbecue a été modifié par les goûts des immigrants, allemands et tchèques dans le centre, mexicains dans le Sud, où la tête de bœuf est une spécialité. On trouve enfin le barbecue cowboy dans l’ouest qui utilise de la viande de mouton.
Les influences hispaniques se retrouvent dans la cuisine tex-mex. Le chili con carne est une sorte de ragoût épicé à base de bœuf, de piments et de haricots rouges d’origine texane. 
Le terroir texan est diversifié, ce qui explique la variété des produits utilisés dans la gastronomie : produits de la mer, de l’élevage, mais aussi vigne. Celle-ci fut introduite par les Espagnols au XVIIe siècle et compte de nombreux cépages (Cabernet Sauvignon, Chardonnay, Chenin blanc, Syrah, Tempranillo, Sangiovese, Viognier, Pinot gris). Le Texas est le cinquième producteur de vin des États-Unis,.
Il est le deuxième État producteur de noix de pécan du pays derrière la Géorgie. En 1906, le gouverneur du Texas, James Stephen Hogg, a fait du pacanier l'arbre symbole du Texas. On trouve la noix de pecan dans les cookies, les glaces, les gâteaux ou les tartes. 
L’agro-alimentaire est un secteur économique important : le soda Dr Pepper créé en 1885 à Waco par un pharmacien et dont le siège social se trouve à Plano, est d’origine texane et a connu par la (Taco Bueno) et de pizza (Pizza Hut).